# Maxloren Castro
Maxloren Sannoe Castro Rufino (Callao, 8 de diciembre de 2007) es un futbolista peruano que juega de extremo derecho en el C. Sporting Cristal de la Liga 1 de Perú.
Castro surgió de las categorías juveniles del Sporting Cristal. En febrero de 2024, hizo su debut profesional con el primer equipo, a los dieciséis años. Ese mismo año se estableció como jugador titular del club limeño en la Primera División. 
En 2024, la revista británica The Guardian, lo incluyó en su lista de los «60 mejores jóvenes talentos del fútbol mundial».

## Biografía
Castro nació el 8 de diciembre de 2007 en el Callao, y creció en el asentamiento humano Acapulco del barrio Sarita Colonia. Inició su trayectoria deportiva en la academia Tiwinza Los Potrillos y posteriormente se formó en la Academia Deportiva Cantolao. A los diez años, ingresó a las divisiones inferiores del club Sporting Cristal.
Comenzó su formación como lateral, aunque fue trasladado a la posición de extremo por sus habilidades ofensivas. En 2020, se incorporó al equipo sub-13, pero las actividades futbolísticas se suspendieron ese año debido a la pandemia de COVID-19. Al reanudarse en 2022, continuó en el equipo sub-15. En 2023, fue convocado a los equipos sub-17 y sub-18, consolidándose en este último hacia el final del año. Más adelante, fue llamado al primer equipo por el técnico Enderson Moreira y participó en la Copa Mitad Del Mundo, donde el equipo alcanzó la final.

## Trayectoria

### Inicios en Sporting Cristal (2024-presente)

#### Temporada debut
Maxloren Castro se formó en las divisiones inferiores de Sporting Cristal, donde participó en diversos torneos y competiciones según su categoría. A los 16 años, ingresó al equipo profesional bajo la dirección del entrenador Enderson Moreira, quien le permitió debutar de manera no oficial ante la Universidad Católica durante la presentación del equipo en la "Tarde Celeste".

El debut oficial de Castro en el primer equipo de Sporting Cristal tuvo lugar el 15 de febrero de 2024, en un partido del Campeonato Nacional frente a Los Chankas, equipo recién ascendido en esa temporada.Castro fue titular, portando el dorsal 23, y fue reemplazado por Leandro Sosa en el segundo tiempo, y se convirtió en el jugador más joven en debutar con el primer equipo celeste.En referencia a esa noche, Castro dijo: «muy emocionado, el profesor me dio toda la confianza y estoy contento con mi trabajo». Después del juego, recibió el respeto de los fanáticos, así como las reseñas de prensa:
“Esta oportunidad la aprovechó muy bien, ya que dejó muy buenas sensaciones desde su control de balón, velocidad y capacidad de encarar. Evidentemente, hay aspectos por mejorar a sus cortos 16 años, pero es una pieza clave”
El 24 de febrero, en un partido contra Carlos Mannucci, Castro anotó su primer gol profesional. El arquero era Juniors Barbieri García.Posteriormente, el 25 de agosto, marcó otro gol en un partido frente a la Universidad Técnica de Cajamarca, siendo estos sus únicos goles en la temporada. También participó en la histórica victoria de Sporting Cristal sobre Unión Comercio por 12 a 0 en el estadio Carlos Vidaurre García, que se convirtió en la mayor goleada en la historia del fútbol peruano.

## Selección nacional
Ha integrado las selecciones sub-17 y sub-20 de la selección peruana de fútbol. En septiembre de 2024, fue convocado a la selección mayor para los partidos de eliminatorias contra Colombia y Ecuador sin llegar a debutar. A los 16 años, se convirtió en el jugador más joven del combinado peruano en ser convocado durante el siglo XXI. En junio de 2025 volvió a ser convocado para los partidos contra los mismos rivales.

#### Participaciones en Clasificatorias a Copas del Mundo
| Eliminatorias                 | Sede       | Resultado  | Partidos | Goles |
| ----------------------------- | ---------- | ---------- | -------- | ----- |
| Eliminatorias Mundial de 2026 | Sudamérica | En disputa | 0        | 0     |
| Total                         | Total      | Total      | 0        | 0     |

## Perfil de jugador
Castro se caracteriza por su rapidez y habilidad para generar desequilibrio en el ataque. Como extremo, su principal fortaleza radica en su capacidad para desbordar por las bandas, gracias a su regate preciso, velocidad y capacidad para superar defensores en situaciones de uno contra uno y crear situaciones de peligro. En 2024, Castro fue destacado como uno de los mejores futbolistas jóvenes peruanos por la revista británica The Guardian.

## Estadísticas

### Clubes
Actualizado al último partido jugado el 17 de mayo de 2025.
| Club                    | Div.          | Temporada     | Liga  | Liga  | Liga   | Copas | Copas | Copas  | Internacional | Internacional | Internacional | Total | Total | Total  | Media goleadora |
| Club                    | Div.          | Temporada     | Part. | Goles | Asist. | Part. | Goles | Asist. | Part.         | Goles         | Asist.        | Part. | Goles | Asist. | Media goleadora |
| ----------------------- | ------------- | ------------- | ----- | ----- | ------ | ----- | ----- | ------ | ------------- | ------------- | ------------- | ----- | ----- | ------ | --------------- |
| Sporting Cristal · Perú |               |               |       |       |        |       |       |        |               |               |               |       |       |        |                 |
| 1.ª                     | 2024          | 21            | 2     | 4     | 0      | 0     | 0     | 1      | 0             | 0             | 22            | 2     | 4     | 0.09   |                 |
| 1.ª                     | 2025          | 9             | 1     | 3     | 0      | 0     | 0     | 5      | 0             | 0             | 14            | 1     | 3     | 0.07   |                 |
| Total club              | Total club    | 30            | 3     | 7     | 0      | 0     | 0     | 6      | 0             | 0             | 36            | 3     | 7     | 0.08   |                 |
| Total carrera           | Total carrera | Total carrera | 30    | 3     | 7      | 0     | 0     | 0      | 6             | 0             | 0             | 36    | 3     | 7      | 0.08            |
| 1.                      |               |               |       |       |        |       |       |        |               |               |               |       |       |        |                 |

### Selecciones
Actualizado al último partido jugado el 27 de enero de 2025.
| Selección     | Temporada     | Amistosos | Amistosos | Amistosos | Sudamérica | Sudamérica | Sudamérica | Mundial | Mundial | Mundial | Total | Total | Total  | Media goleadora |
| Selección     | Temporada     | Part.     | Goles     | Asist.    | Part.      | Goles      | Asist.     | Part.   | Goles   | Asist.  | Part. | Goles | Asist. | Media goleadora |
| ------------- | ------------- | --------- | --------- | --------- | ---------- | ---------- | ---------- | ------- | ------- | ------- | ----- | ----- | ------ | --------------- |
| Sub-20 Perú   | 2024          | 8         | 0         | 0         | —          | —          | —          | —       | —       | —       | 8     | 0     | 0      | 0,00            |
| Sub-20 Perú   | 2025          | 0         | 0         | 0         | 3          | 0          | 0          | —       | —       | —       | 3     | 0     | 0      | 0,00            |
| Sub-20 Perú   | Total         | 8         | 0         | 0         | 3          | 0          | 0          | 0       | 0       | 0       | 11    | 0     | 0      | 0,00            |
| Total carrera | Total carrera | 8         | 0         | 0         | 3          | 0          | 0          | 0       | 0       | 0       | 11    | 0     | 0      | 0,00            |
| 1.            |               |           |           |           |            |            |            |         |         |         |       |       |        |                 |

## Palmarés

### Distinciones individuales
| Distinción                                                            | Año  |
| --------------------------------------------------------------------- | ---- |
| Parte de los 60 mejores jóvenes talentos del mundo según The Guardian | 2024 |